# NGC 5419
NGC 5419 (również PGC 50100) – galaktyka eliptyczna (E), znajdująca się w gwiazdozbiorze Centaura. Odkrył ją John Herschel 8 czerwca 1837 roku.